# ينغجة قاضي
ينغجة قاضي هي قرية في مقاطعة أرومية، إيران. يقدر عدد سكانها بـ 97 نسمة بحسب إحصاء 2016.